# Eudicrana nigriceps
Eudicrana nigriceps är en tvåvingeart som först beskrevs av Lundstrom 1909.  Eudicrana nigriceps ingår i släktet Eudicrana och familjen svampmyggor. Enligt den finländska rödlistan är arten sårbar i Finland. Arten är reproducerande i Sverige. Artens livsmiljö är naturlundskogar. Inga underarter finns listade i Catalogue of Life.